# John McPhedran
John McPhedran (ur. 17 września 1949 w Fergus, zm. 7 sierpnia 2015 w Manili) – kanadyjski zapaśnik walczący w stylu klasycznym. Olimpijczyk z Montrealu 1976, gdzie odpadł w eliminacjach w kategorii 68 kg.
Brązowy medalista igrzyskach panamerykańskich w 1975 roku.